# Macierowe Bagno

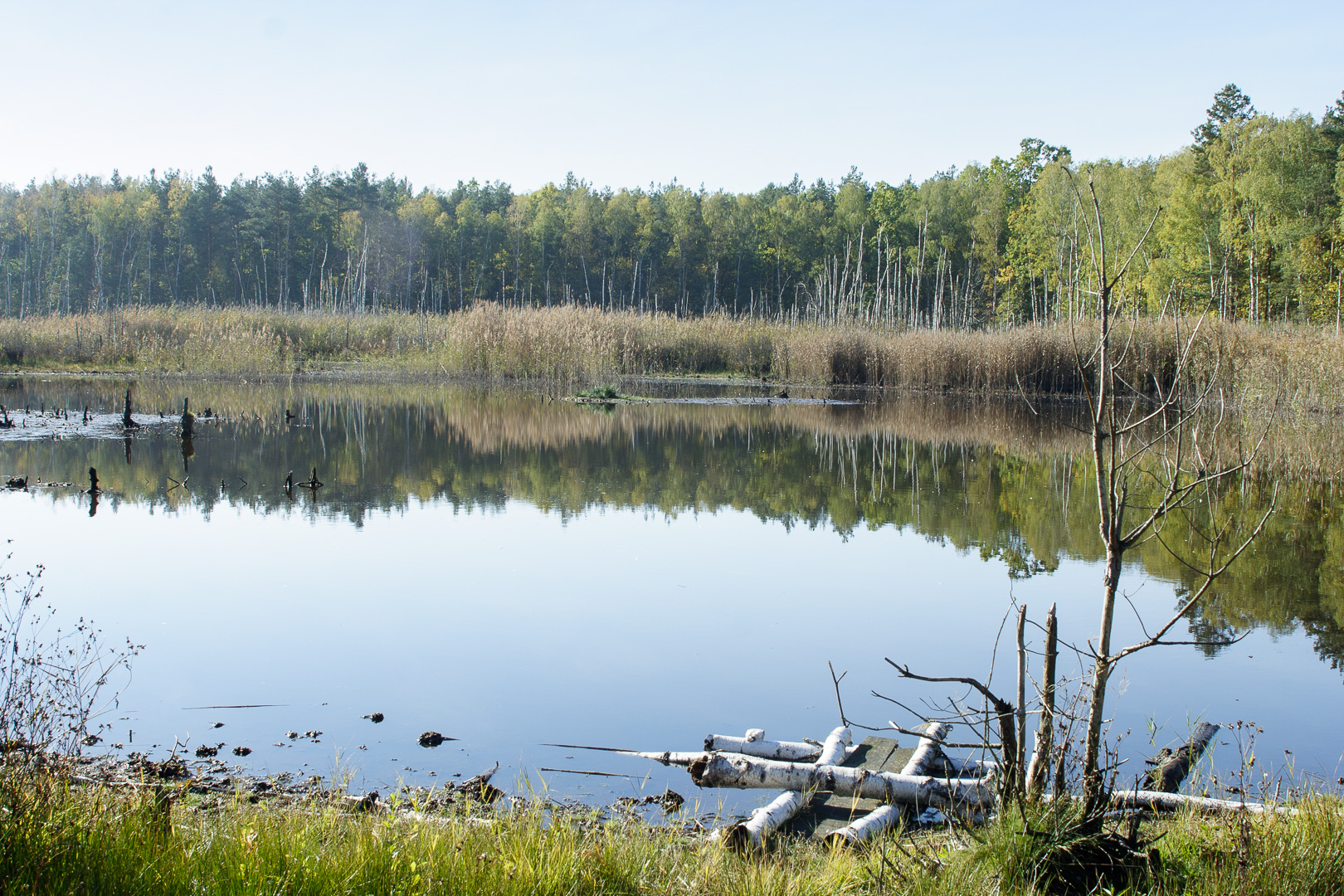
Największy zbiornik wodny. Jesień, niski poziom wody.

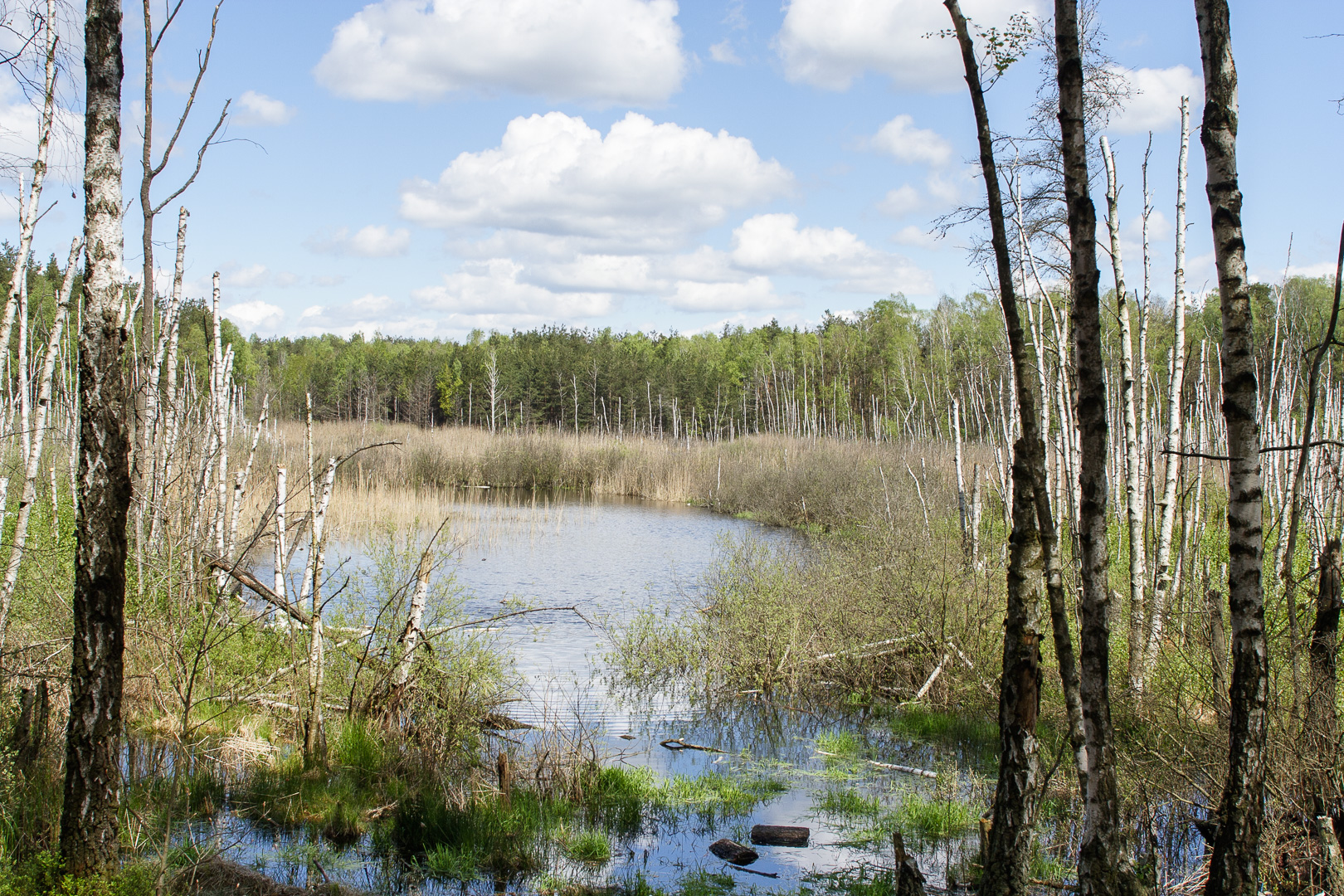
Macierowe Bagno wiosną.

Macierowe Bagno,„Macierówka” – torfowisko na obszarze osiedla Stara Miłosna w warszawskiej dzielnicy Wesoła. Występowała na nim rosiczka pośrednia.
Według niektórych źródeł Macierowe Bagno to północna część uroczyska „Zielony Ług”.

## Położenie i obszar
Torfowisko położone jest w pobliżu ulicy Torfowej, na obszarze osiedla Stara Miłosna w warszawskiej dzielnicy Wesoła. Powierzchnia torfowiska wynosi 5 ha (lub ok. 10 ha). Około 100 m na południe od Macierowego Bagna znajduje się torfowisko „Zielony Ług” (52°12′11,081″N 21°13′22,181″E/52,203078 21,222828) (2 ha), obejmujące niewielkie jeziorko, nieco dalej na południowy zachód zbiornik „Czarny Staw” (52°12′05,436″N 21°12′56,272″E/52,201510 21,215631).
Według niektórych źródeł Macierowe Bagno to północna część uroczyska „Zielony Ług”.

## Przyroda i hydrologia
Do 2009 roku na torfowisku przejściowym na tym obszarze występowała rosiczka pośrednia. W 2010 roku w wyniku wyjątkowo intensywnych opadów podniósł się znacząco poziom wody na skutek czego gatunek ten prawdopodobnie na tym terenie wyginął (latem 2012 roku torfowisko wyglądało jak jezioro). Nie ustalono jednak z całą pewnością, czy pojedyncze rośliny lub nasiona tego przystosowanego do zmian siedliskowych gatunku nie przetrwały lub też nie pojawiły się nasiona z zewnątrz.
Na Macierowym Bagnie występowały długookresowe zmiany poziomu wody prowadzące do zarastania lasem sosnowo-brzozowym w przypadku osuszania lub wymierania podtopionych drzew i krzewów oraz innych zmian siedliskowych.
Podczas badań prowadzonych w latach 2008–2009 stwierdzono 29–56 cm wahania poziomu wody związane z intensywnością opadów.
Na torfowisku stwierdzono występowanie około 140 gatunków roślin naczyniowych, w tym kilku objętych w 2012 roku ochroną ścisłą:
- widłak jałowcowaty Lycopodium annotinum
- widłak goździsty Lycopodium clavatum
- rosiczka pośrednia Drosera intermedia
- rosiczka okrągłolistna Drosera rotundifolia
- pływacz drobny Utricularia minor
- bagno zwyczajne Rhododendron tomentosum, syn. Ledum palustre

i częściową:
- grzybienie białe Nymphaea alba
- bluszcz pospolity Hedera helix
- kruszyna pospolita Frangula alnus
- kalina koralowa Viburnum opulus

W przeszłości na Macierowym Bagnie występował również objęty ochroną ścisłą widłaczek torfowy Lycopodiella inundata.

## Ochrona przyrody
Macierowe Bagno położone jest na obszarze Mazowieckiego Parku Krajobrazowego.
Według badaczy zajmujących się tym obszarem zasługuje on przynajmniej na status użytku ekologicznego lub zespołu przyrodniczo-krajobrazowego. Teren został wskazany nawet do ochrony w formie rezerwatu lub użytku ekologicznego.

## Przekształcanie przez człowieka
Torfowisko w różnych okresach było przekształcane przez człowieka - w niektórych miejscach wydobywano torf, część była użytkowana rolniczo, zbudowano drogę na grobli, utworzono 2 stawy, obok powstało osiedle domków letniskowych.

## Galeria

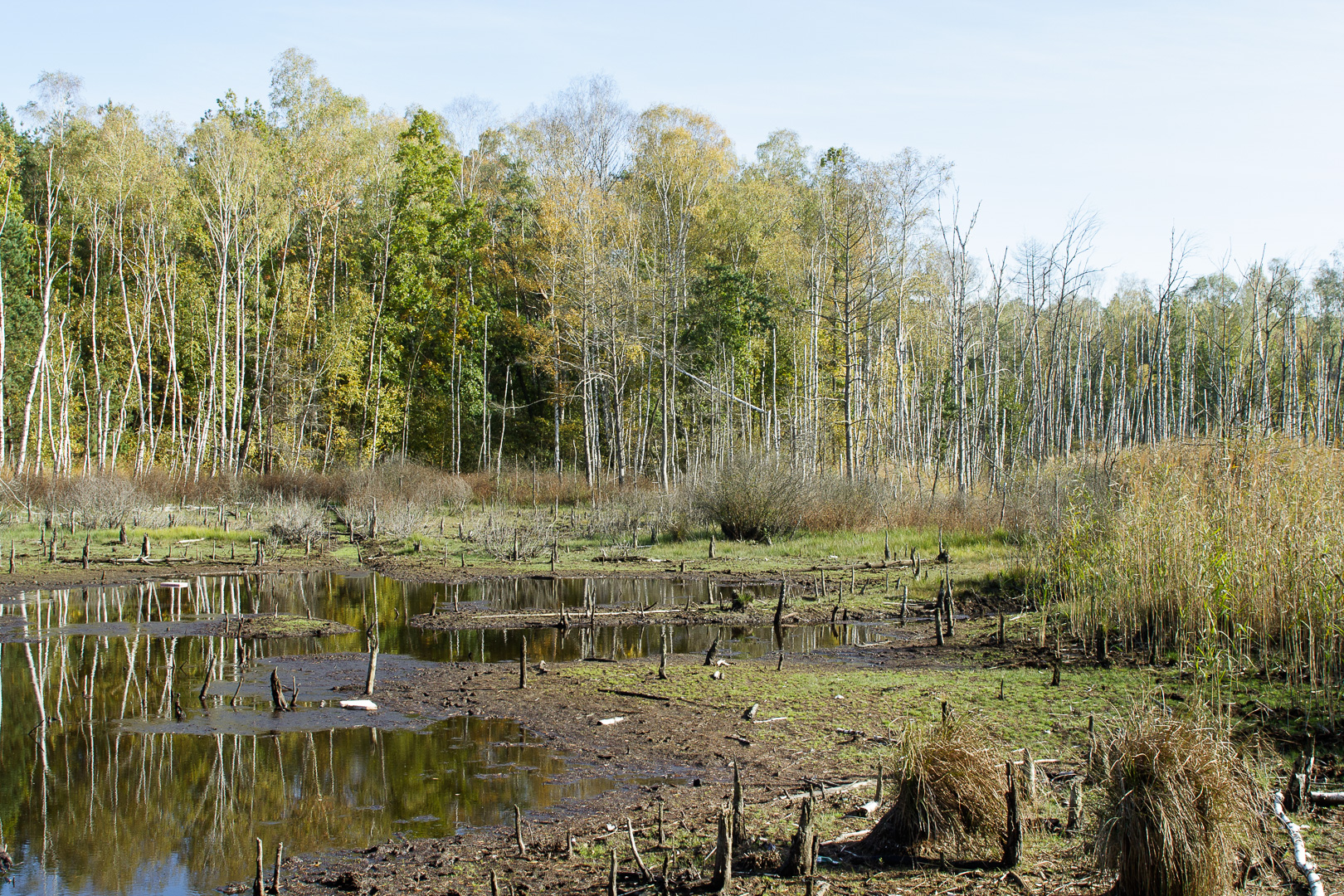
Odsłonięte dno jednego ze zbiorników wodnych.
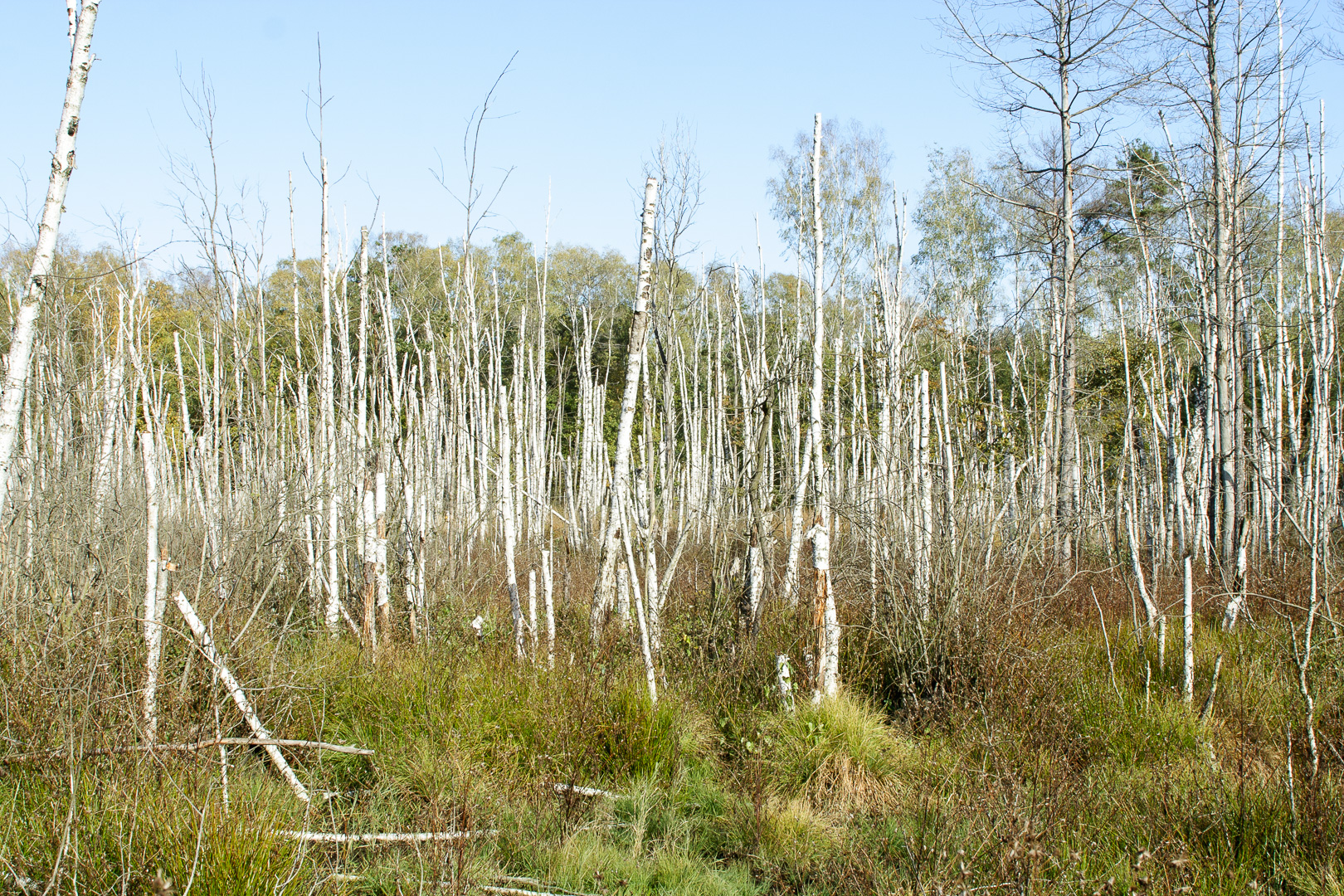
Torfowisko, martwe brzozy.
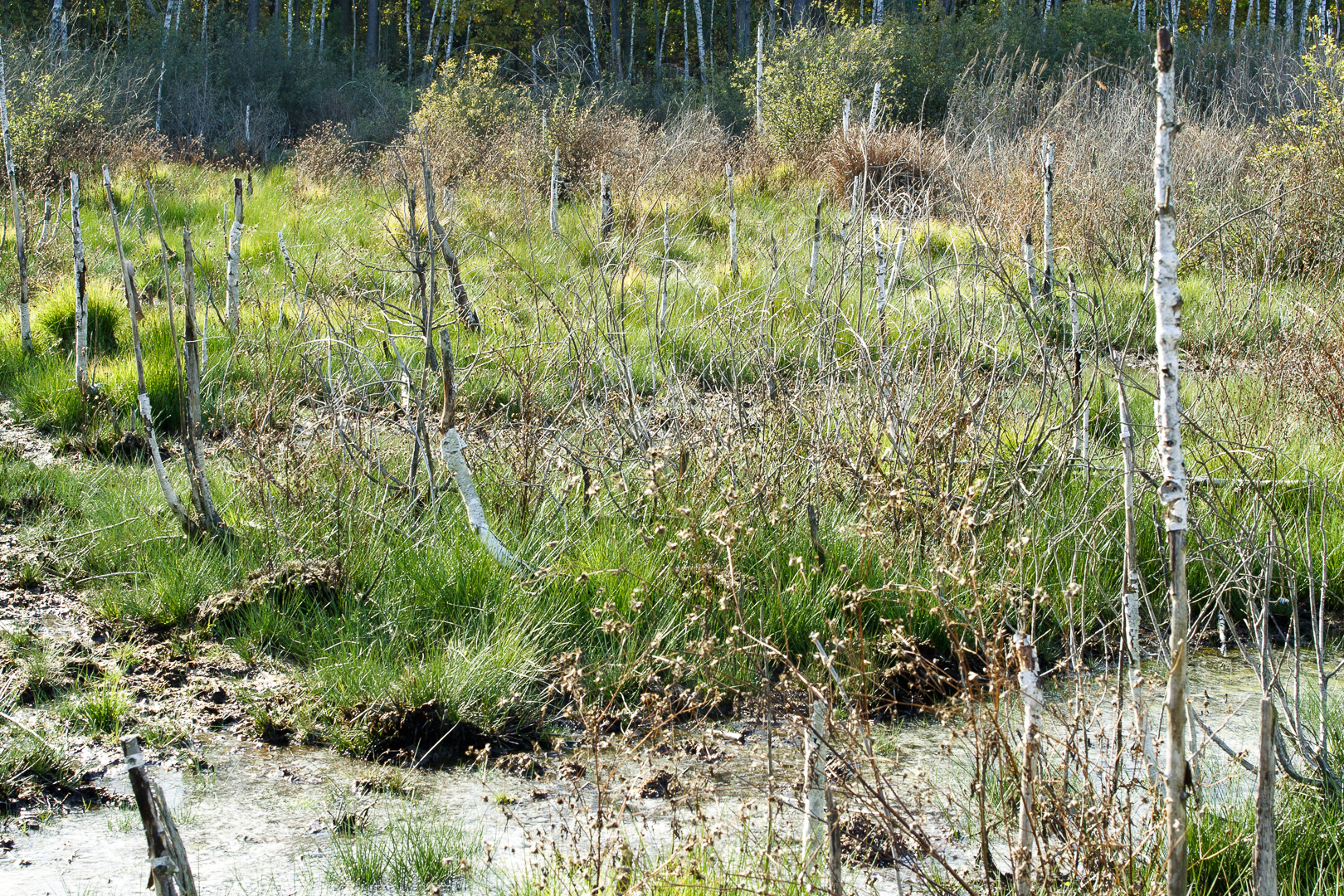
Torfowisko, rów.
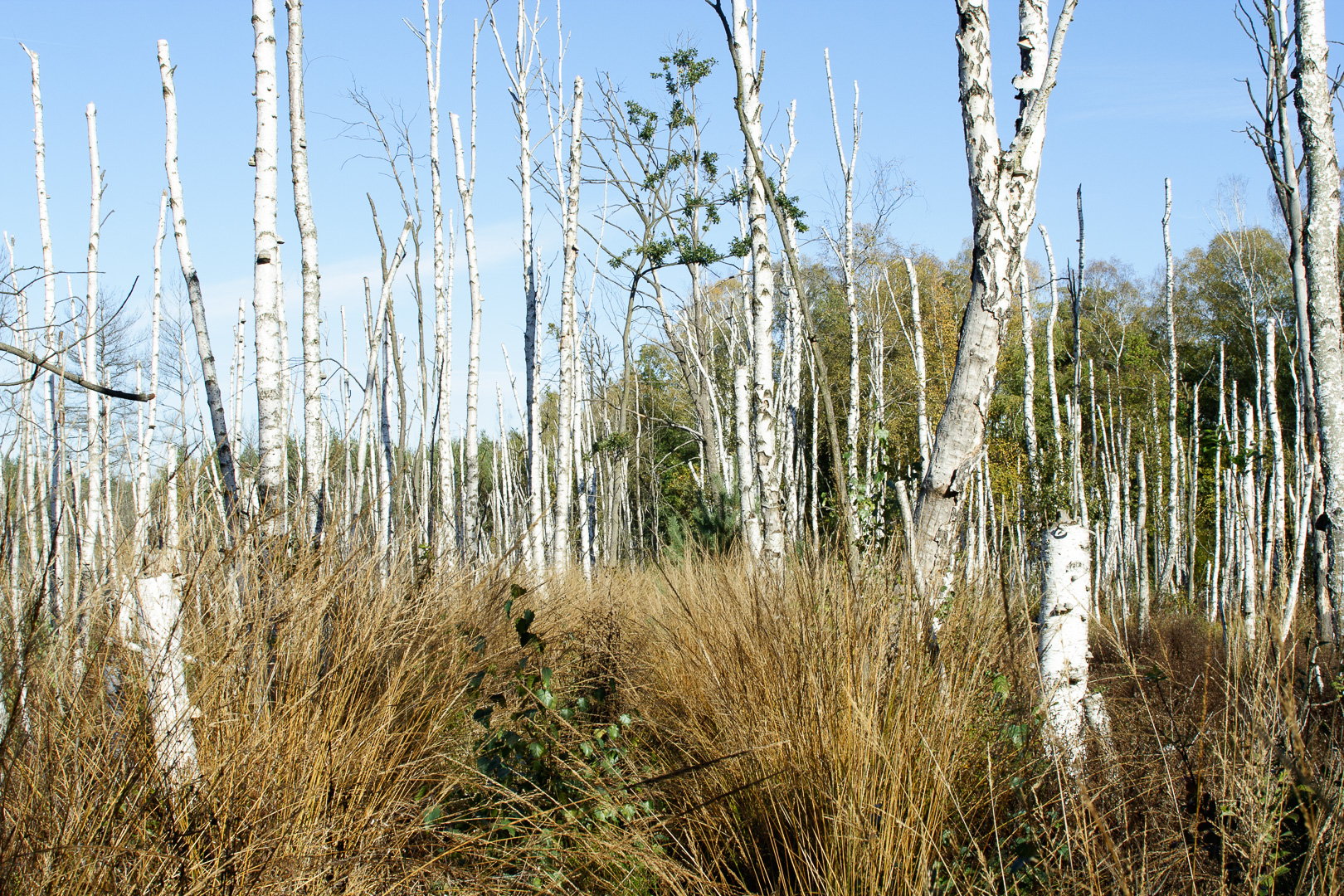
Na grobli, martwe brzozy.
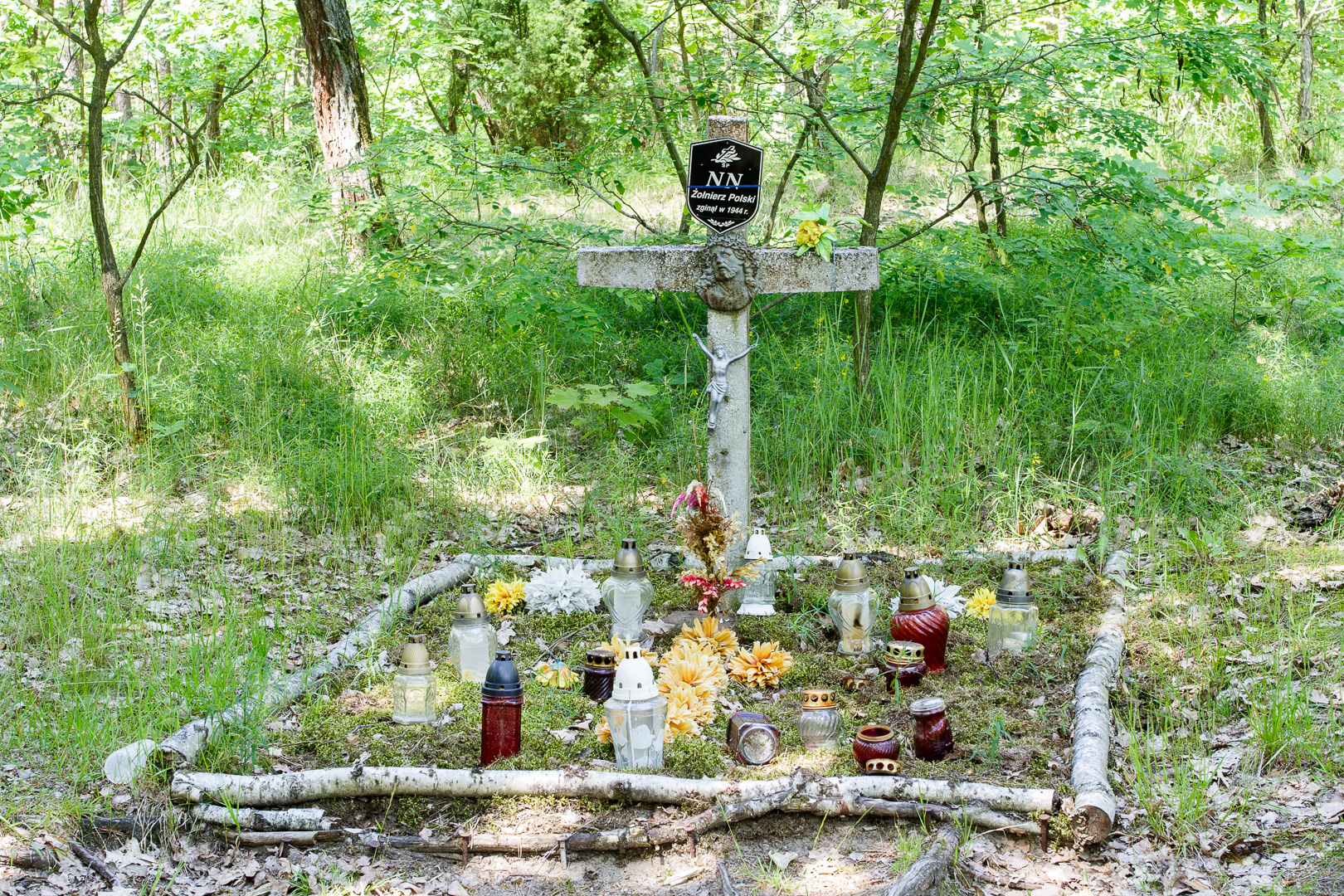
Grób NN żołnierza z 1944 roku na wydmie.